# Кеп (авиабаза)
Аэродром Кеп (вьет. Sân bay Kép) — военный аэродром, база 927-го истребительного авиаполка 371-й дивизии ВВС Вьетнама.

## История

### Вьетнамская война
В сентябре 1965 года ЦРУ обнаружило, что аэродром Кеп был существенно модернизирован, и взлётно-посадочная полоса теперь имеет достаточную длину для приёма реактивных истребителей. На аэродроме обнаружены 8 самолётов, которые были опознаны как МиГ-15 или МиГ-17. В апреле 1966 года ЦРУ предположило, что на аэродром переброшено небольшое количество истребителей Миг-21 с авиабазы Фукйен (Ханой).
24 апреля 1967 года самолёты ВМФ США выполнили бомбардировку аэродрома Кеп в ходе первой атаки США на северовьетнамские авиабазы.
1 мая 1967 при атаке аэродрома Кеп Douglas A-4 Skyhawk ВМФ США сбил МиГ-17 ракетой «Зуни». Это было единственное уничтожение МиГ-17 самолётом A-4 за всю Вьетнамскую войну.
С целью предотвратить перехват бомбардировщиков северовьетнамскими истребителями, США выбрало авиабазы Кеп, Фукйен и Хоалак основными целями первой ночи операции «Linebacker II».

### После войны
Аэродром сыграл значительную роль в китайско-вьетнамской войне 1979 года. Здесь находился штаб 2-го корпуса и прикрывающие Ханой силы ПВО (включая ЗРК С-75).

## Современное использование
В настоящее время на аэродроме базируются Су-30МК2 927-го авиаполка.